# Muehlenbeckia
Muehlenbeckia is een geslacht uit de duizendknoopfamilie (Polygonaceae). De soorten komen voor van Papoeazië tot in Australazië en van (sub)tropisch Noord-Amerika tot in zuidelijk Zuid-Amerika. Het geslacht is vernoemd naar de Franse botanicus Heinrich Gustav Mühlenbeck.

## Soorten
- Muehlenbeckia adpressa (Labill.) Meisn.
- Muehlenbeckia andina Brandbyge
- Muehlenbeckia astonii Petrie
- Muehlenbeckia australis (G.Forst.) Meisn.
- Muehlenbeckia axillaris (Hook.f.) Endl.
- Muehlenbeckia complexa (A.Cunn.) Meisn.
- Muehlenbeckia diclina (F.Muell.) F.Muell.
- Muehlenbeckia ephedroides Hook.f.
- Muehlenbeckia fruticulosa (Walp.) Standl.
- Muehlenbeckia gracillima Meisn.
- Muehlenbeckia gunnii (Hook.f.) Endl.
- Muehlenbeckia hastulata (Sm.) I.M.Johnst.
- Muehlenbeckia monticola Pulle
- Muehlenbeckia nummularia H.Gross
- Muehlenbeckia platyclada (F.Muell.) Meisn.
- Muehlenbeckia polybotrya Meisn.
- Muehlenbeckia rhyticarya Benth.
- Muehlenbeckia sagittifolia (Ortega) Meisn.
- Muehlenbeckia tamnifolia (Kunth) Meisn.
- Muehlenbeckia tiliifolia Wedd.
- Muehlenbeckia triloba Danser
- Muehlenbeckia tuggeranong Mallinson
- Muehlenbeckia urubambensis Brandbyge
- Muehlenbeckia volcanica (Benth.) Endl.
- Muehlenbeckia zippelii (Meisn.) Danser

... · 
Calligonum · 
Coccoloba · 
Fagopyrum · 
Fallopia (Kielduizendknoop) · 
Persicaria (Duizendknoop) · 
Polygonum (Varkensgras) · 
Rheum · 
Rumex (Zuring) · 
...